# Vasile Dumitrescu
Vasile Dumitrescu – rumuński bobsleista, złoty medalista mistrzostw świata.

## Kariera
Największy sukces w karierze osiągnął w 1934 roku, kiedy wspólnie z Alexandru Frimem zwyciężył w dwójkach podczas mistrzostw świata w Engelbergu. Był to jednak jego jedyny medal wywalczony na międzynarodowej imprezie tej rangi. Nigdy nie wystąpił na igrzyskach olimpijskich.